# Paolo Bertinetti
Paolo Bertinetti (Torino, 8 febbraio 1944) è un critico letterario, traduttore, anglista e accademico italiano.

## Biografia
Paolo Bertinetti è Professore emerito dell’Università di Torino. È stato professore ordinario di Lingua e letteratura inglese prima presso l’Università di Padova e poi presso l’Università di Torino. È tra i fondatori della Facoltà di Lingue e letterature straniere dell’Università di Torino (di cui è stato Preside) e dell’ANDA, Associazione Nazionale Docenti di Anglistica, ed è stato tra i fondatori della associazione degli studiosi italiani che si occupano degli studi post-coloniali (AISCLI).  È stato Direttore del Dipartimento di discipline artistiche musicali e dello spettacolo dell’ateneo torinese e del Dottorato di ricerca in anglistica dell’Università di Torino. È stato inoltre Presidente del Circuito Teatrale del Piemonte.
Si è occupato del teatro inglese (elisabettiano, della Restaurazione e del Novecento), delle letterature dei Paesi di lingua inglese, dell’opera di Graham Greene e di quella di Samuel Beckett, del romanzo inglese e della narrativa di spionaggio (ha curato la pubblicazione di tutti i romanzi di John le Carré negli Oscar Mondadori).
Ha collaborato come recensore alle riviste Scena e Linea d’ombra e al quotidiano L’Unità. Collabora alla rivista mensile L’Indice, al quotidiano La Stampa e al suo supplemento “Tuttolibri”, alla Gazzetta del Mezzogiorno e alle pagine torinesi di Repubblica. È  direttore della rivista teatrale Il castello di Elsinore.
È sposato con Elisabetta Giacometti ed è padre di Letizia e Riccardo Bertinetti.

## Opere
- Teatro inglese contemporaneo, Roma, Savelli, 1979.
- La commedia della Restaurazione, Torino, Tirrenia Stampatori, 1984, ISBN 978-88-776-3100-8.
- Invito alla lettura di Beckett, Milano, Mursia, 1984; 2ª ed., 2006, ISBN 88-425-0862-4;[6] Mursia, 2017, ISBN 978-88-425-5463-9.
- Il teatro inglese del Novecento, Collana Piccola Biblioteca n.560, Torino, Einaudi, 1992; nuova ed., Einaudi, 2003, ISBN 88-06-12173-1.[7]
- Storia del teatro inglese dalla Restaurazione all'Ottocento (1660-1895), Collana Piccola Biblioteca n.642 Torino, Einaudi, 1997, ISBN 88-06-13774-3.[8]
- Le mille voci dell’India, Napoli, Liguori, 2002, ISBN 88-207-3469-9[9]
- English Literature. A Short History, Collana Piccola Biblioteca n.503, Torino, Einaudi, 2010, ISBN 978-88-061-9950-0.
- Il teatro inglese. Storia e capolavori, Collana Piccola Biblioteca. Mappe n.43, Torino, Einaudi, 2013, ISBN 978-88-06-20913-1.[10]
- Agenti segreti. I maestri della spy story inglese, Prefazione di Goffredo Fofi, Collana Le muse furiose n.11, Roma, Edizioni dell’Asino, 2015, ISBN 978-88-6357-150-9; [11] - Nuova ed. aggiornata e aumentata, Collana Il divano n.343, Palermo, Sellerio, 2024, ISBN 978-88-635-7150-9.
- Solo noi. Storia sentimentale e partigiana della Juventus, Collana Varia, Milano, Rizzoli, 2017, ISBN 978-88-170-9374-3.
- Il romanzo inglese, Collana Universale n.954, Bari-Roma, Laterza, 2017, ISBN 978-88-581-2749-0.
- Shakespeare creatore di miti. Breve corso su Romeo e Giulietta, Amleto, Falstaff, Macbeth, Otello e il loro autore, Novara, UTET, 2021, ISBN 978-88-511-8556-5.[12]

### Traduzioni
- Howard Barker, Scene da un’esecuzione, Palermo, Sellerio, 1995.
- Athol Fugard, Legame di sangue, in Trilogia della famiglia, Venezia, Supernova, 1999.
- William Shakespeare, Amleto, Torino, Einaudi, 2005.
- William Congreve, Amore per amore, in La commedia della Restaurazione e del Settecento, Napoli, Liguori, 2006.
- William Shakespeare, La tempesta, Torino, Einaudi, 2012.
- William Shakespeare, Macbeth, Torino, Einaudi, 2016.[13]
- Tennessee Williams, Un tram che si chiama desiderio, Torin, Einaudi, 2020.
- Tennessee Williams, La gatta sul tetto che scotta, Torino, Einaudi, 2022.

### Curatele
- Samuel Beckett, Teatro completo, Biblioteca della Pléiade, Torino, Einaudi-Gallimard, 1994, ISBN 88-446-0014-5.
- AA.VV., Storia della letteratura inglese, Torino, Einaudi, 2000.
- Graham Greene, Romanzi I, Collana I Meridiani, Milano, Mondadori, 2000, ISBN 88-04-37171-4.
- Graham Greene, Romanzi II, Collana I Meridiani, Milano, Mondadori, 2001.
- S. Albertazzi-P. Bertinetti-R. Camerlingo, Breve storia della letteratura inglese, Torino, Einaudi, 2004.
- AA.VV., La commedia della Restaurazione e del Settecento, Napoli, Liguori, 2006.
- Samuel Beckett,  Racconti e prose brevi, Collana Letture n.29, Torino, Einaudi, 2010, ISBN 978-88-062-0215-6.
- Graham Greene, Tutti i racconti, Collana Oscar Grandi Classici, Milano, Mondadori, 2011, ISBN 978-88-046-0665-9.